# サリー・ヘミングス
サリー・ヘミングス（英:Sally Hemings、1773年頃 - 1835年）は女性で、トマス・ジェファーソンが所有していた、所謂クアドルーン（黒人の血を1/4、白人の血を3/4引いている）に分類される奴隷であった。ヘミングスは、ジェファーソンの妻でマーサ・ジェファーソン（30代で亡くなった）と血の繋がりのある異母姉妹であったと言われている。
ジェファーソンは、その大統領任期中に奴隷との間に数人の子供を儲けたと申し立てられた。ごく最近のDNA鑑定は、ジェファーソンの血筋の男性、おそらくトマス・ジェファーソン自身がサリー・ヘミングスの子供の何人かの父親であった可能性（断定ではない）を示している。アメリカ合衆国建国の父の一人として尊敬される偉人ジェファーソンに関することだけに、この件に関する議論は今日まで続いている。

## サリー・ヘミングスの生涯
サリー・ヘミングスの息子マディソン・ヘミングスによれば、サリーの母ベティ・ヘミングスはイギリス人船長のヘミングスとアフリカから連れてきた黒人奴隷女性の間に生まれた娘だった。ヘミングスの家族はジェファーソンの岳父ジョン・ウェイルズ（? - 1773年）に所有されており、その死去に際してヘミングスの家族ほとんど全員を娘でジェファーソンの妻であるマーサに残した。多くの歴史家が一致するところでは、マーサとサリーはどちらもジョン・ウェイルズを父とする異母姉妹であった。マーサは1782年に死に、サリーをトマス・ジェファーソンに託した。ヘミングス家はモンティチェロの奴隷社会では最上層に属していた。
1784年、ジェファーソンはフランス駐在アメリカ公使としてパリに居を構えた。1787年、ジェファーソンは9歳になった娘マリア・"ポリー"・ジェファーソンを自分と住まわせるためパリに呼びつけた。この時、マリアの付き添いとしてイザベルという年長の女を付き添わせようとしたが、イザベルが妊娠していたので、まだ10代であったサリー・ヘミングスが代役を務めた。ヘミングスの外観はほとんど白人に近く、まっすぐな髪を背中に垂らしていた。マリアとヘミングスはロンドンでジョン・アダムズとその妻アビゲイルに会ったが、アビゲイルは後にヘミングスがマリアよりも「世話をして欲し」がっていたと述べた。
ヘミングスは1789年にジェファーソンと共にアメリカへ帰国した。証拠はあまりないが、ヘミングスはその生涯の残りをモンティチェロか、ジェファーソンの死後移動したその近くのシャーロッツビルで過ごした。ジェファーソンの記録によれば、ヘミングスは以下の6人の子供を持った。そのうち3男1女が成人した。
- ハリエット・ヘミングス（1人目、1795年10月5日 - 1797年12月7日）[3]
- ビヴァリー・ヘミングス（ウィリアム・ビヴァリー・ヘミングスとして生まれた可能性あり、1798年4月1日 - 1873年以降）[4]
- 娘（テニアと名付けられた可能性あり、1799年に生まれ夭逝）[5]
- ハリエット・ヘミングス（2人目、1801年5月22日 - 1863年以降）[6]
- マディソン・ヘミングス（ジェイムズ・マディソン・ヘミングスとして生まれた可能性あり、1805年1月19日 - 1877年）[7]
- エストン・ヘミングス（トマス・エストン・ヘミングスとして生まれた可能性あり、1808年5月21日 - 1856年）[8]

ジェファーソンはこれら6人の出生について、父親の名前を記録していない。他の奴隷の子が生まれた場合、その父親の名前を記していた。ジェファーソンの記録の中には、ヘミングスを他の家族と区別するような言及はなされていない。
ヘミングスはモンティチェロで部屋付き女中として仕えた。ヘミングスが文字を読めたかは知られておらず、書き物も残していない。成長すると、モンティチェロの邸宅とは屋根付き通路で行き来できる部屋に住んだ。1806年以降のバージニア州法では、解放奴隷は1年以内に州から去らねばならなかったので、ヘミングスは公式に解放されることはなかった。
ヘミングスは、ジェファーソンの意思で解放した5人の奴隷の中に入っていなかった。鑑定人がジェファーソンの資産を評価するためモンティチェロに到着したとき、56歳になっていたヘミングスを「50ドルの価値がある老女」と表現した。ジェファーソンの長女マーサ・ジェファーソン・ランドルフは、明らかにヘミングスに「時間」を与えたが、これは非公式な自由であり、ヘミングスは余生をシャーロッツビルで過ごした。マーサが非公式な自由としていたので、ヘミングスはバージニア州から出て行く必要がなかった。

## サリー・ヘミングスの子供たちに関する議論

### キャレンダーの当初の主張
1802年、リッチモンドの新聞記者ジェイムズ・T・キャレンダーは、ジェファーソンがサリー・ヘミングスの息子トムの父であるという最初の主張を掲載した。キャレンダーはゴシップ屋として当時評判だった。キャレンダーは少年を「大統領のトム」と皮肉を交えて呼び、少年が大統領に似ており、ジェファーソンとヘミングスがパリから帰ったときに生まれていたと言った。ウッドソン家が後に、トムはトマス・ウッドソンであり、ウッドソン家の息子であると語った。キャレンダーの主張は1998年のDNA鑑定で否定された。
1798年、キャレンダーは外国人・治安諸法に触れて、ジョン・アダムズ大統領によって投獄された。3年後、キャレンダーが釈放されるとジェファーソンが大統領に選ばれていた。キャレンダーはジェファーソンに対し、リッチモンドの郵便局長に指名してくれるよう頼んだ。ジェファーソンがこれを拒むと、キャレンダーは報復として、ジェファーソンは「この女中のサリーによって」子供たちの父親になったという記事を書いた。
1900年頃、トマス・ウッドソンの子孫が、キャレンダーが書いたようにトマス・ウッドソンはジェファーソンによるヘミングズの息子であり、パリで妊娠しモンティチェロで1790年に生まれた、という主張を掲載し始めた。キャレンダーはジェファーソンによるヘミングスの最初の子供がトムと名付けられたと書いていた。キャレンダーの主張はほとんど噂に基づいているように見えると言う者がいた。その理由は、郵便局長に指名されなかったことでキャレンダーが逆恨みしており、ウッドソンは後にDNA鑑定でジェファーソンの血筋ではないことが分かったこと、キャレンダーは情報を得るためにモンティチェロに特に繋がりを持たなかったことを挙げた。モンティチェロを運営するトマス・ジェファーソン財団によって作られた報告書では、キャレンダーの当初の話とウッドソン家の口承によって裏付けられたにもかかわらず、ウッドソンの主張は嘘だとした。
トマス・ジェファーソン遺産協会は、1802年の最初の記事や1805年の簡単なもののほかに、ジェファーソンの政敵の誰もジェファーソンが奴隷と関係を持った可能性に焦点を当てた者はいないし、1873年にマディソン・ヘミングスが報告するまでそのような記事はなかったと注釈した。ジョン・アダムズは、キャレンダーが言ったことはどれも信じるに値しないと言った。アダムズはキャレンダーの告発について「キャレンダーとサリーは彼の性格における汚点としてジェファーソンと同じくらい長く人々の記憶に残るだろう。後者（ジェファーソン）の話はニグロの奴隷制という人間性に悪質な影響をあたえるものの自然で避けられない結果である」と書いた。

### マディソン・ヘミングスの主張
サリーの息子の一人マディソン・ヘミングスは、オハイオ州の新聞『ザ・パイク郡レパブリカン』に掲載された1873年の報告で、トマス・ジェファーソンはマディソンの父であり、サリーの子供全員の父であると主張した。
法律学教授のデイヴィッド・メイアは、最初の1873年のインタビューはキャレンダーの当初の主張に基づいていると理論化した。どちらの主張もマーサ・ジェファーソンの父ジョン・ウェイルズの名前の綴りを同じように誤っていたからである。メイアはまた、申し立てられた事情に関する話の日付に遡って、モンティチェロの奴隷やヘミングスの家族の子孫による口承の証拠はないとも述べている。
歴史家のアンドルー・バーンスタインはその著書『ジェファーソンの内面：嘆きの楽天家の肖像』の中で、マディソン・ヘミングスに関して「彼の主張はその母、または彼自身によって、そうでなければ平凡な混血の大工に社会的な尊敬の方途を与えるように計画された可能性がある。彼の人生は無名のピーターとかサミュエル・カーであるよりもトマス・ジェファーソンの息子であると知られることでもっと魅力のあるものになったであろうか？」と書いた。バーンスタインは後にDNA鑑定の結果でジェファーソンとヘミングスを結びつけるに足る証拠があることを見出した。
マディソン・ヘミングスは、その母とジェファーソンの関係はパリの時に始まり、アメリカに帰ってきた時には子供が生まれていたが、その後すぐに子供は死んだと言っている。ウッドソンの家族はこの子供がトマス・ウッドソンだ（キャレンダーの告発にあるように）と長い間主張してきたが、子供が産まれ、あるいは死んだ時の記録はジェファーソンの農園記録に残っていない。

### 賛否両論
この噂に関する真偽は長い間議論されてきた。主張を支持する証拠としては次のものがある。
1. サリー・ヘミングスは明らかにジェファーソンと共に住んでいた。パリ（1790年の子供の主張）あるいはモンティチェロであり、ヘミングスの全ての子供を妊娠したときに一致し、ヘミングスが妊娠の時に他のところにいたという文書化された証拠は見つかっていない。
2. モンティチェロにいたマディソン・ヘミングスや、その証言に同意した他の元奴隷による声明がある。
3. ヘミングスの子供たちはジェファーソンの体形によく似ている。
4. ヘミングスの子供たちはジェファーソンの子孫によって解放されるか、モンティチェロから出て行くことを許された。

上記議論に対する反論は次の通りである。
1. ジェファーソンは何度もモンティチェロで滞在し、ヘミングスは妊娠しなかった。もしジェファーソンの親戚が父親ならば、その親戚はジェファーソンがそこにいる時に訪問した可能性が強い。
2. ウッドソン家の子孫は、その先祖のトマス・ウッドソンがジェファーソンの息子だという声明をし、それが後にDNA鑑定で嘘だと分かった。多くの人々は有名で重要な先祖がいると信じたがるという傾向がある。さらに、モンティチェロの元奴隷の証言はマディソン・ヘミングスの友人によってなされ、マディソン・ヘミングスの証言を裏付ける目的でオハイオの政治的な新聞編集者が選んだものである。その元奴隷はヘミングスの一番下の息子エストンが生まれた時でも8歳に過ぎず、後にジェファーソンの親戚に指摘された誤りを含む証言をしており、別のモンティチェロの奴隷監督者はジェファーソンがハリエット・ヘミングスの父親であることを否定し、また父親が誰かを知っていると言っている[15]。
3. ヘミングスの子供たちはジェファーソン家の他の一員が父親である可能性があり、ジェファーソンが父親でなくても似ている可能性はある。これはエストン・ヘミングスの子孫の話でも裏付けられている。エストンの子孫はずっと前からジェファーソンの叔父の子孫だと主張しており、1970年代にフォーン・ブロディの本が出版された時以降に話を変えたことを認めている[15]。
4. ヘミングス家の他のメンバーやモンティチェロの他の奴隷は、時間をかけて解放された。ジェファーソンは1781年からのその著書『バージニア州に関する覚書』で、奴隷たちが自由の身になった後で生活していけるよう、仕事を覚えさせた上で奴隷の子供たちを解放することを提唱した[16]。

### ジェファーソンのコメント
トマス・ジェファーソン自身は公にはこの問題についてコメントすることがなかったが、その発言は間接的な否定と解釈されてきた。例えば、ジェファーソンは異人種間結婚に対する反対意見を公衆の前で「彼ら（黒人）の他の色との混血は、この国を愛する者、人間の性格の優秀さを愛する者は誰も無意識に認めようとはしない退廃を生むことになる」と述べた。
海軍長官ロバート・スミスに宛てた1805年7月1日付けの私的書簡では、ジェファーソンは連邦党の新聞で書かれた「告発」を全て否定し、ただし、1つだけ結婚する前に隣人のベッツィ・ウォーカーとの情事があったことは認め、ウォーカーの告発は「私に対する申し立ての中で唯一事実に基づくものだ」と言った。
ジェファーソンは1806年にウィリアム・デュアンに宛てて、「私が恐れたり偽装したりするような事実は金輪際無い。しかし、秘密の中傷はそれが秘密だから武器を取り上げることはできない」と書いた。
後に1816年、ジェファーソンはジョージ・ローガンに宛てて、大衆の注意が増えている事柄を否定し、「私は自分で半分罪があるように思うべきかも知れない。新聞の嘘に対する反論を見下したように書くか、私からの注釈で尊敬を引き出すかだ」と書いた。
1826年、ジェファーソンはヘンリー・リーに宛てて、「私が恐れるか全世界に知られないで欲しいというような真実は存在しない」と書いた。

### その他の主張
モンティチェロの奴隷監督者エドマンド・ベイコンは1862年の手紙で、「サリー・ヘミングスの娘」、多分ハリエットはジェファーソンの娘ではないが、父の名前を調べた。「彼は死ぬ数年前に1人の少女を解放し、そのことについて多くを語っていた。彼女は他の者と同じくらい色が白く大変美しかった。人々は彼女が彼自身の娘だから解放したと言った。彼女は彼の娘ではなく、?--の娘だった。私はそれを知っている。私はモンティチェロに朝早く行った時に、彼が彼女の母親の部屋から出てくるのを何度も見たことがあった」と書いていた。
ベイコンは1806年にモンティチェロにやってきた。それはハリエットが生まれてから5年後だった。
ジェファーソンの孫のうち2人がジェファーソンの死後だいぶ経って、ジェファーソンに似ていることはヘミングスの子供たちがジェファーソンの姉妹マーサの息子サミュエル・カーまたはピーター・カーを父親としているからだと言った。カー兄弟はジェファーソンの息子のようにモンティチェロで育てられていた。孫の一人は、ヘミングスの子供たちはみなサミュエル・カーの子供だと主張し、もう一人の孫はピーター・カーの子供だと主張した。孫のジェフ・ランドルフはサリーの子供はピーターの子であり、サリーの姉妹のベッツィ・ヘミングスの子がサミュエルの子だと言った。さらにランドルフはカー兄弟が自分に打ち明けたと言った。ジェフ・ランドルフの姉妹エレン・ランドルフ・クーリッジはヘミングスの子供たちはサミュエルの子だと言った。1998年、DNA鑑定の結果でカー兄弟はヘミングスの子エストンの父親である可能性が消えたが、エストン・ヘミングスはトマス・ジェファーソンの叔父フィールド・ジェファーソンの男性の血筋を持っていることが確認され、恐らくはジェファーソンの血筋ともなる。クーリッジはバージニア大学の文書庫に残っている手紙の中で、祖父のことを次のように書いている。
ジェファーソンの娘、マーサ・ジェファーソン・ランドルフは、その子供たちの思い出によると、ジェファーソンに最も似ている子供の「誕生前15ヶ月間はジェファーソン氏とサリー・ヘミングスは会うこともできなかった。むしろ遠く離れていた」と言っていた。ヘミングスの子供たちの誕生前にジェファーソンがモンティチェロを離れていたことについて議論する者もいるが、ジェファーソン遺産協会学会委員会の報告では、多くの人々がマーサ・ランドルフはジェファーソンがモンティチェロを離れていたと言っているが、ヘミングスはこの時期をジェファーソンの別のプランテーション・ポプラ・フォレストで過ごすこともできた可能性があるとしている。ただし、これについての具体的証拠はない。
トマス・ジェファーソン財団の報告書では、「ジェファーソンの存命中に挙げられたサリー・ヘミングスあるいは他の奴隷との関係に関する唯1つの証拠がある。ジェファーソンのランドルフ系孫娘が伝記作者のヘンリー・S・ランドールに語ったところでは、ジェファーソンの娘マーサ・ランドルフがアイルランドの詩人トマス・ムーアの2行連句で彼女の父と奴隷とを結び付けていたのに怒り、ある日モンティチェロで彼の前にその攻撃的な詩を突き出した。ジェファーソンの唯一の反応は心から明るく笑うことだった」と言っている。ランドールは、「大学でジェファーソンと何年間かを過ごし、モンティチェロをしばしば訪れていた」ジェファーソンの侍医ロブリー・ダングリソンと友人のタッカー教授はヘミングスとの関係を真に受けず、バージニアで話されていることも聞かなかったと記している。

## 学会の議論
19世紀と20世紀の大半を通じて、トマス・ジェファーソンの伝記作者たちは、ジェファーソンが奴隷によって子供たちの父親になったという話については、それに触れたとしても斥けてきた。通常、キャレンダーの告発は政治的な動機が強く調べるに値しないと片付け、マディソン・ヘミングスの出版された備忘録は有名な父親を主張することでその位置付けを持ち上げようとしただけだと切り捨てた。
歴史家のウィンスロップ・ジョーダンは、その初期アメリカの人種問題に関する記念碑的著作『White Over Black』（1968年）の中で、ヘミングスとジェファーソンの関係をありそうなことで考慮に値すると取り上げ、ジェファーソンがモンティチェロにいると毎回サリー・ヘミングスが妊娠したと書いた。1974年に出たフォーン・ブローディによるジェファーソンの伝記では、ヘミングスの家族とヘミングスの妊娠したタイミングに関する追加証拠を集めたが、ブローディの心理学的アプローチに対しては強く反対する批評家がいる。デュマス・マローン、ダグラス・アデール、バージニアス・ダブニーなどの著者は、ブローディの議論に反論し、カー兄弟に関するジェファーソンの家族の証言を指摘している。バーバラ・チェイス＝リボーの小説『サリー・ヘミングス』、スティーヴ・エリクソンの小説『Xのアーチ』、マーチャント＝アイボリーの映画『ジェファソン・イン・パリ/若き大統領の恋』のようなこの関係を扱ったフィクションの世界では、多くの読者（観客）を集め、多くの者を納得させたが、主流となる歴史家の多くは、ジェファーソンがいかなる奴隷とも性的関係があった可能性は薄いと主張し続けている。
しかし1997年、法律学教授アネット・ゴードン＝リードは、議論や入手可能な証拠を検討した結果を『トマス・ジェファーソンとサリー・ヘミングス：アメリカの議論』として出版した。ゴードン＝リードは多くの歴史家たちがマディソン・ヘミングスの声明に対する賛否の証拠を評価するためにいかに二重基準を用いてきたかを指摘した。例えば、ヘミングスの彼の父親に関する声明は信頼できない口承と決めつけたが、ジェファーソン家に伝わった話は互いに矛盾したところがあり、文書による記録とも矛盾しているにもかかわらず信頼に値するとしている。歴史家たちはサリーの父親がジョン・ウェイルズであるという声明をほとんど具体的でない証拠に基づいて認めており、サリーの子供たちについてはさらに多くの証拠を要求している。DNA鑑定に従えば、アイラー・ロバート・コーツのような彼女の分析に対する批判者は、ウッドソン家が、ジェファーソンは彼らの先祖トマス・ウッドソンの父であるという大変強い口承を維持しているとも言うだろうが、それは鑑定の結果嘘だとわかった。
ゴードン＝リードはマディソン・ヘミングスの主張を証明した文書記録を議論しているのではなく、歴史家達がそれを不公平に斥けていることのみを挙げていた。ヘミングスの子供たちの父親については、その答えはDNA鑑定を通じてより証拠を検討して出てくるものと書いた。

## DNA鑑定
1998年11月5日、イギリスの科学雑誌『ネイチャー』にユージーン・A・フォスターが指導するチームからDNA鑑定の研究結果が提出された。この研究は4集団の男性のY染色体ハプログループを比較していた。トマス・ジェファーソンの祖父の子孫、トマス・ウッドソン、マディソン・ヘミングスの兄弟エストン・ヘミングス（後にエストン・ジェファーソンに改名）、およびカー兄弟の祖父ジョン・カーのものであった。研究に使われたDNAデータについては、en:Jefferson DNA dataを参照。
それぞれの場合に男性は父系の子孫がいる必要があった。つまり息子の息子の息子という具合にである。上記4人の線のみにY染色体が残っていた。その結果、トマス・ジェファーソンとマーサの夫妻の直系の子孫が含まれなかった。またマディソン・ヘミングスの子孫も同様であった。これら2系統は父系の子孫が同定できなかったからである。
この研究の主要な成果は、ジェファーソン家のY染色体はエストン・ヘミングス家のものと一致し、ウッドソン家とカー家のY染色体はそれぞれ異なっていることだった。父性の問題についてこれが示唆することは、ジェファーソンが父であるかについては結論を出せず、試験された他の家族についてはより明確になったことである。ジェファーソンの孫達の論点であるサリー・ヘミングスの子供たちはカー兄弟のどちらかが父親であるということは、子供たちに複数の父親が居りカー兄弟がエストン以外の父親であるのでなければ、証明できないということであった。あるいはカー兄弟が何らかの方法でその祖父と同じY染色体を持っておらず（たとえば庶出）、かつ何らかの方法でジェファーソンが父親だったということであれば考えられる、ということであった。ウッドソン家のジェファーソンの子孫であるという主張も証明されなかった。ウッドソンの子孫5人が正確を期して試験された。一方でエストン・ヘミングスは疑いもなくジェファーソン家の「1人の」子供であった。
1998年以前に出版されたヘミングスの子供たちの証言の中で、マディソン・ヘミングスのものが最もDNA鑑定の結果と一致していることになった。『ネイチャー』はそれ故に、記事の表題を「ジェファーソンは奴隷の最後の子の父親だった」とした。記事の表題はその著者によって「正しくない」と表明され、ジェファーソンはエストン・ヘミングスの父親の可能性があったという手紙が『ウォールストリート・ジャーナル』に載った。
DNA鑑定で、カー兄弟がエストンの父親である可能性とジェファーソンがトマス・ウッドソンの父である可能性を否定したが、ジェファーソンあるいは彼の家族の誰かがヘミングスの子供の父親であると結論付けたわけではない。以前の議論はジェファーソンかカー兄弟の一人が父親であるということに集中していたので、カー兄弟の可能性が消えれば、多くの者はジェファーソンが実の父親と思ってしまう。しかし、ジェファーソンにはランドルフという弟が1人おり、5人の息子がいた。後に『ネイチャー』に送られた一つの可能性は、ジェファーソン家の父系にある誰かが、例えば彼の父あるいは祖父が奴隷との子供の父となり、その奴隷あるいはその子孫がヘミングスの子供たちの父親になったことである。フォスター博士はこのような可能性は遺伝子学的にどれも排除できないことに同意し、ランドルフの5人の息子の一人アイシャム・ジェファーソンはエストンの父親である可能性がある証拠があると言った。しかし現在の歴史的証拠は、ジェファーソンが父親である可能性が強いとも言った。

### 財団と委員会の報告
『ネイチャー』の記事に続いて、議論は成長を続けており、2000年と2001年にジェファーソンとヘミングスの申し立てについて2つの研究成果が報告された。どちらの研究も広範な資料を基にしており、科学的なまた歴史的な議論でその結論に達している。

#### トマス・ジェファーソン財団の報告
2000年1月、モンティチェロを所有し運営しているトマス・ジェファーソン財団の専門家集団が、『ネイチャー』誌の発行直後に始まった議論に関する研究を出版した。彼らがほぼ口を揃えて報告するのは、「父親は絶対的な確率で特定できないが、我々の得た最善の証拠で推計できるのは、トマス・ジェファーソンとサリー・ヘミングスが何度も関係を持って、サリー・ヘミングスの子供として知られる者のうちの1人あるいは全部を生んだという可能性が極めて強いことである」と述べた。委員会の一人ホワイト・ウォレンボーンは意見を異にしており、「歴史的な証拠は確認することもサリー・ヘミングスの子供たちの誰かの父親を反証するためには基本的に不十分である」と述べた。ウォレンボーンは委員会が証拠を検証し始める前に「既に結論に達していた」とし、委員会の議長はウォレンボーンの不同意を他のメンバーに示そうともしなかったと主張した。
委員会は、ジェファーソンの弟ランドルフがエストンを妊娠した頃に訪れていた可能性があり、ハリエットとエストンの妊娠のころにランドルフの息子の少なくとも2人が訪れていたという証拠もあると注釈した。
『ウィリアム&メアリー・クォータリー』は委員会メンバーの一人フレーザー・ニーマンによって行われた確率的分析を出版し、ジェファーソンがモンティチェロを訪れた時とヘミングスが妊娠した時の関係について、その相関がかなり高いと結論付けた。
マディソン・ヘミングスは、その関係はフランスで始まり、ヘミングスは彼らの子供たちが解放されるという「取り決め」をした後、初めてアメリカに帰ったと主張したが、モンティチェロの財団は、ジェファーソンは彼女の子供たちの父親であるように思われるが、その関係がパリで始まったとか、1790年にアメリカに戻ったときにその子供が死んだとかいったことの証拠は見出せなかった。

#### 財団の報告に対する批判
財団の報告はその結論に同意できない人々に批判された。というのも、奴隷監督者エドマンド・ベイコンの回想のようなジェファーソンとヘミングスに関する学説と矛盾する証拠を含んでいないし、その結論に1人の委員が不同意であることを付け加えていないからであった。報告書はヘミングスの子供全てが1人の男を父親としているとしており、その根拠として子供たちはさらにその子供たちに互いの名前を付けたことを証拠にしていた。このことは、委員会によれば、子供たちの結び付きが強いことを示しており、また1873年のマディソン・ヘミングスに対するインタビューでも裏付けられるとした。委員会のメンバーは、その議長を含み、モンティチェロの奴隷達の子孫の口承について文書化するプロジェクトも行っており、それには利害関係の衝突の可能性もあり、また何故委員会がその結論の中で口承に重きを置いているか矛盾の可能性があると言っている（ただし、ウッドソン家の口承は除外された）。
下記の学会委員会で働いたデイヴィッド・メイアは、この委員会は、モンティチェロの奴隷監督者エドマンド・ベイコンがジェファーソンはハリエットの父ではないし、父親が誰かを知っていると主張したことに対し、マディソン・ヘミングスの証言を裏付けた奴隷のイズラエル・ジェファーソンの競合する主張を特に引用することで、同じくらい証拠として優先度のある口承に重きを置いていないと言っている。委員会は、ベイコンはジェファーソンがハリエットの父ではないと言ったが、ベイコンは2番目のハリエットが生まれた4年後の1806年に初めてモンティチェロにやって来たのだから、「時の流れとして問題がある」としてベイコンの主張を切り捨てた。しかし、委員会は、ベイコンがヘミングスの子供たちの父親と知り合いであり、誰が1802年に生まれたハリエットの父親であるかを知っているという証言によって、ヘミングスの子供全てが同じ父親からの子供であると認めているので、ベイコンがヘミングス家を何度も訪れるのを見たという男は多分ベイコンがハリエットの父親と言っている男である可能性が強い。委員会はさらに、イズラエル・ジェファーソンの回想が「マディソン・ヘミングスのジェファーソンが父であるという主張を裏付けた」と言っているが、イズラエル・ジェファーソンはヘミングスの最後の子供が生まれた時でも8歳に過ぎなかった。
ニーマンによる『ウィリアム&メアリー・クォータリー』の記事はメイア教授によって疑問を投げかけられた。メイアは、この分析は不十分な証拠でヘミングスの子供たちの父親が同じ男であると見ており、ジェファーソンの家族の一員（その誰かが父親である可能性がある）はジェファーソンが家に居るときにモンティチェロを訪れた可能性が低いという仮定に立っていると言っている。

#### 学会委員会の報告
2000年の後半、新しく設立されたトマス・ジェファーソン遺産協会が「ジェファーソン＝ヘミングス学会委員会」を創立して、父親の問題を検証した。2001年4月12日、委員会は565ページに上る報告書を発行した。それは財団の報告書よりはるかに長かったが、多くのページはトマス・ジェファーソン財団が検証した証拠の照査に充てられていた。学会委員会の大半の結論は、「ジェファーソン＝ヘミングスの主張は決して証明できない」ということであった。委員の個々の結論は「告発に付いて極めて懐疑的」から「それはほとんど確実に嘘であるという確信」まで幅があった。多数意見では、最も可能性がある結論として、トマス・ジェファーソンの弟ランドルフ・ジェファーソンがエストンの父親であるということである。この可能性は19世紀にジェファーソンの孫やその他の者が挙げてはいなかった。1988年にランドルフ・ジェファーソンとサリー・ヘミングスの関係を最初に公にしたのは、7年間ジェファーソンの研究をした劇作家のカリン・トラウトであった。その夫で生物学者のトマス・トラウトは学会委員会のメンバーになった。当時のバージニアには可能性のある25名の男性ジェファーソンが住んでおり、そのうちの8人はモンティチェロかその近くに住んでいたということである。
学会委員会の結論にただ一人不同意の者ポール・ラーエは、「トマス・ジェファーソンがエストン・ヘミングスの父であることよりももっと可能性があるもの」を考慮したと書いた。また「私の知らないことが1つあり、それは大変ひどいことだ。ジェファーソンは奴隷所有者とその関係者がその力を悪用する性向について表明した嫌悪感にもかかわらず、自分でもそのような虐待に関わるか、彼の広い意味での家族のメンバーの1人あるいはそれ以上に加担して虐待に寛容であったことだ」と付け加えた。
この委員会の議長であった歴史家のロバート・ターナーはジェファーソンとヘミングスの性的関係の証拠は、ビル・クリントンの弾劾を取り巻く政治的雰囲気のゆえに「急いで発表」されたことを示唆した。

#### 学会委員会の報告に対する批判
さらに研究が進められた。『国立系図学協会クォータリー』2001年9月号ではサリー・ヘミングスの4人の子供の父親はトマス・ジェファーソンだったと結論付けた。この記事は明白に学会委員会の報告を批判している。

### 反応
ウッドソン家は『家庭における大統領』という本で彼らの主張を出版し続けている。この本では、次のように議論している。
1. ジェファーソンの農園記録には1790年に生まれた奴隷の節に削除した跡がある。
2. 1800年と1801年のトマス・ジェファーソンが贈り物をした記録は、贈り物（複数）がトマスという「従僕」に贈られたことを示している（キャレンダーの言うトムはこの贈り物の時に10歳であった）。
3. 歴史家ジョセフ・エリスが報告の過程に以前関わったことは、フォスター博士が歴史家はDNA鑑定やその報告に関わらせないと鑑定の参加者に約束していたが、その過程の管理を失ったのだから批判の対象になる。[29]

現在のアメリカ歴史家の間で一致した意見は、完全な様変わりを経験しているように見える。かつては、ほとんどの学者が証拠を詳しく調べずにジェファーソンはヘミングスの子供の父親であるという考えを切り捨ててきた。今や、多くの歴史家があらゆる記録を必ずしも精査したわけではないが、この話は有り得るということで一致している。学者はさらに証拠を当たるべきであるが、それがどこで見つかるかは不明である。
大衆の間でも、トマス・ジェファーソンとサリー・ヘミングスの関係に関する問題は議論を呼んだままである。モンティチェロ協会のメンバーはジェファーソンの一番上の娘マーサ・ジェファーソン・ランドルフの系統でジェファーソンの子孫を主張しているが、投票でヘミングスの子孫は会員に入れないことを決した。にもかかわらず、歴史や生物学の展開によって、1組のアメリカ人がその先祖はモンティチェロで生まれ、ジェファーソン家と同じY染色体を持っていることを示している。サリー・ヘミングスの一番下の息子エストン・ヘミングスの父系の男性子孫である。

#### クリントン弾劾との一致
この論議は別の面から熱を帯びることになった。1998年アメリカ合衆国議会はビル・クリントンに弾劾を実施し、ピュリッツァー賞受賞歴史家のジョセフ・エリスは、以前にも『ニューヨーク・タイムズ』の全面広告にも他の歴史家たちと登場していたが、クリントン弾劾について反対意見を表明し、ジェファーソンと比べることでクリントンを擁護した。エリスは以前1996年に書いた『アメリカのスフィンクス：トマス・ジェファーソンの性格』で、ジェファーソンがヘミングスと性的関係を持ったのはその性格から有り得ないものだと書いていた。エリスは後に、自著が出版された後に出たDNA鑑定の結果で確信を抱いたときにこの声明を撤回し、この関係があったことが証明されたと考えた。エリスは次のように書いた。
エリスの主張は曲解という告発を受けた。ステーブン・グッドは『インサイト・マガジン』に、DNA鑑定で「合理的な疑いを越えて」ジェファーソンとヘミングスの関係を肯定したというエリスの声明は誇張であると書いた。『ネイチャー』誌の記事の主要な執筆者であるフォスターも、DNAの証拠は具体的な父親を特定したのではなく、他の候補を排除しただけだと主張した。
報告書がジェファーソンとヘミングスの関係を示唆していることを認めた者の中でも、エリスの主張する「合理的な疑いを越えて」関係を示しているということには同意しない者がいる。モリー・セコールズは『ナッシュビル・シティ・ペーパー』にその関係について記事を書き、「我々がそのことを「強姦」以外の何かと言うことは陰険で危険である」と言った。デウェイン・ウィッカムは『USAトゥディ』で、「彼とその奴隷の間の性交を合意に基づくと仄めかすことは、たとえテレビの映画の中であったとしても、アメリカの奴隷制の最も汚れた秘密を残酷なくらい不正直に表すことである」と書いた。

## 今後の研究
マディソン・ヘミングスの息子ウィリアム・ヘミングスの遺体を発掘して、さらにDNA鑑定をする提案がなされている。エストンの父系の線でのみDNA鑑定がなされているので、ウィリアム・ヘミングスのDNAとジェファーソンやカーのDNAとを比較すれば、ジェファーソンがヘミングスの子供の1人以上の父親であるか、あるいはジェファーソンの孫達が主張するカー兄弟がその何人かの父親であるかが分かる可能性がある。ウィリアム・ヘミングスはカンザス州レブンワースのレブンウォース国立墓地に埋葬されている。しかし、ヘミングス家はウィリアム・ヘミングスの遺体のDNA鑑定に同意していない。
ウィリアム・ヘミングスの遺体のDNA鑑定で、次の3点を明らかにできる。
1. 何も一致しないとき。マディソン・ヘミングスの主張するトマス・ジェファーソンの息子ということは無効となる。ただし、他の兄弟はジェファーソンかその親戚の誰かの子という可能性は残る。
2. ウィリアム・ヘミングスのY染色体がカー家の子孫のものと一致した場合。カー家の1人または他の者がヘミングスと関係したというジェファーソンの孫たちの主張が証明される。
3. 鑑定はウィリアムの叔父エストンの子孫の鑑定まで繰り返される。これでエストンと同様、マディソンはジェファーソン父系の誰かの子孫となる。

ウィリアム・ヘミングスのDNA鑑定は、DNAによる知識取得の最善の期待である。なぜならジェファーソンの公認された子孫は彼の娘の系列であり、彼のY染色体を継いだ者はいないからである。ジェファーソンの遺体を発掘したとしても、彼がジェファーソン家の1人であり非嫡出ではないことを証明できるだけで、彼が父となった子供のことは何も告げてくれない。

## 子孫達
ヘミングスの子供たちのうち3人は、白人として通すことを選んだ。そのうちの一人ハリエットは、モンティチェロの監督者に言わせれば、「ほとんどそこらの白人と同じで大変美しい」人であり、モンティチェロを離れた後で白人と結婚した。ビヴァリーも良い境遇にある白人と結婚し、エストンはオハイオ州に転居して名前をエストン・ジェファーソンに変え、白人として暮らした。マディソン・ヘミングスは白人として暮らすことを選ばなかった唯一の子供だった。
マディソン・ヘミングスもその兄のビヴァリー・ヘミングスも、その男系の子孫が南北戦争で絶えた。2007年時点で一番下の弟エストンの男系子孫とマディソン・ヘミングスの3人の娘サラ、ハリエットおよびエレンの男系子孫が存命である。
ヘミングスの曾孫であるフレデリック・マディソン・ロバーツ（1879年 - 1952年）は、西海岸で公的な役職に選ばれた、アフリカ人を先祖に持つ初めてのアメリカ人であった。ロバーツは1919年から1934年までカリフォルニア州議会に勤めた。
ルイス・ウッドソンの子孫は長い間、彼がサリー・ヘミングスとトマス・ジェファーソンの息子だと主張した。その主張は1998年のDNA鑑定で決定的に否定されたが、ヘミングスは彼の母として完全に排除されたわけではない。